# Georg Michael Frank von La Roche

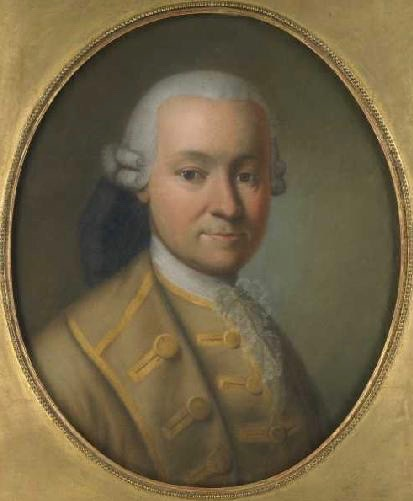
Georg Michael Frank von La Roche

Georg Michael Frank von Lichtenfels, seit 1720 Georg Michael Frank La Roche und seit 31. August 1775 Georg Michael Franck von La Roche (* 4. April 1720 in Tauberbischofsheim; † 21. oder 23. November 1788 in Offenbach) war Kanzler im Dienste des letzten Kurfürsten von Trier.

## Leben

### Herkunft

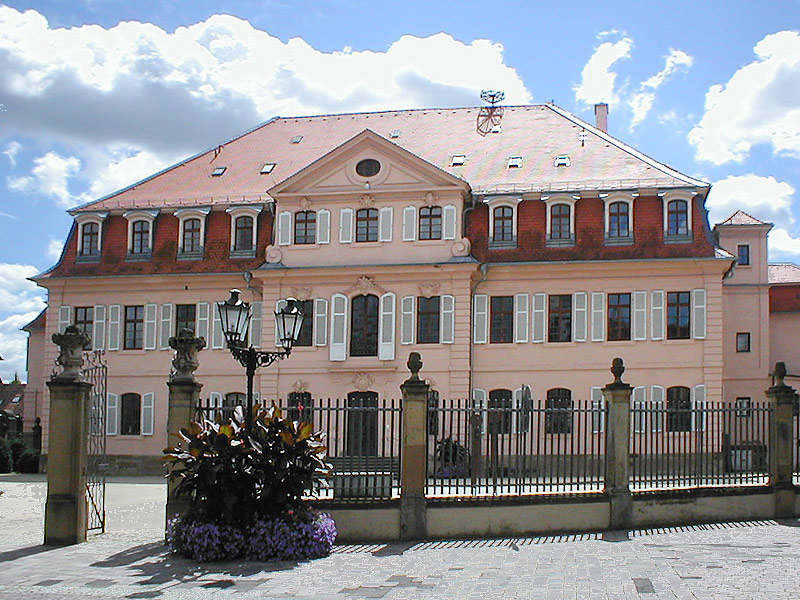
Schloss in Bönnigheim

Zur väterlichen Herkunft von Georg Michael Frank von La Roche liegen unterschiedliche Informationen vor. Georg Irmer gibt nach dem Rheinischen Antiquarius an, Georg Michael Anton Frank, der in Tauberbischofsheim geboren wurde, sei als fünfjähriges elternloses Kind in das Haus des kurmainzischen Grafen Anton Heinrich Friedrich von Stadion gekommen und habe den Nachnamen von Lichtenfels in den Namen La Laroche umgewandelt. Johann Caspar Lavater schrieb dagegen über ihn, „… aus dessen Gesicht der Minister Stadion transparent war“.
Seine Mutter war die Tänzerin Anna Catharina La Roche, die aus einer Offiziersfamilie in Metz stammen sollte; sie gab den im März 1720 in Tauberbischofsheim verstorbenen Senator, Chirurgen und Rentmeister Johann Adam Franck als Vater an.
Georg Michael Frank von La Roche war seit dem 27. Dezember 1753 mit der späteren Schriftstellerin Sophie von La Roche verheiratet; sie wohnten auf dem stadionschen Gut Warthausen und, nach dem Tod von Anton Heinrich Friedrich von Stadion, ab 1768 auf dem Gut Bönnigheim; gemeinsam hatten sie mehrere Kinder. Sein Sohn Franz starb bald nach ihm, seine Tochter Maximiliane von La Roche heiratete den Großkaufmann Peter Anton Brentano und wurde Mutter von Clemens Brentano und Bettina von Arnim; sein Sohn Carl Georg von La Roche wurde später Geheimer Oberbergrat.
Aufgrund seiner sachlichen Umgangsweise gelang es Georg Michael Frank von La Roche, die ehemalige Jugendliebe seiner Ehefrau, den Schriftsteller Christoph Martin Wieland, in Warthausen als Freund des Hauses zu gewinnen.

### Werdegang
Georg Michael Frank von La Roche kam 1725 in das Haus von Friedrich von Stadion, der ihn adoptierte und zum Diplomaten heranzog, indem er ihn frühzeitig unter anderem mit der Abfassung und Chiffrierung von Depeschen betraute und ihn unter anderem in Metz, Nancy, Lunéville sowie an der Universität Halle im Sinne der französischen Aufklärung ausbilden ließ. Auf einer Reise in die Schweiz lernte er Voltaire kennen und einige Jahre später den Schweizer Aufklärer Isaak Iselin.
Er wurde kurmainzischer Gesandtschaftssekretär und begleitete Friedrich von Stadion nach England sowie 1742 zur Kaiserwahl nach Frankfurt am Main und an den Hof in Hannover.
Später wurde er kurmainzischer Hofrat und Geheimer Staatsrat beim Kurfürsten Emmerich Josef und war zuständig für die Oberdirektion des umfangreichen Güterbesitzes der Familie Stadion.
Als der Graf sich 1762 von den Geschäften am kurfürstlichen Hofe zu Mainz zurückzog, nahm er Georg Michael Frank von La Roche auf seine Güter mit und vertraute ihm die Verwaltung dieser Güter an; in dieser Zeit stand er auch in Briefkontakt zu Salomon Gessner. Nach dem Tod des Grafen wurde er 1768 in Bönnigheim Amtmann und blieb dort bis 1770.
Als Freiherr Franz Eustach von Hornstein (1729–1805), mit dem er bereits seit längerer Zeit bekannt war, 1771 Konferenzminister des letzten Kurfürsten von Trier, Clemens Wenzeslaus von Sachsen, wurde, erhielt Georg Michael Frank von La Roche einen Ruf als Geheimer Rat an den Hof von Kurtrier, welchem er Folge leistete. Kurz darauf wurde er auch Lehenpropst zu Ehrenbreitstein, bekleidete mehrere Domkanonikate sowie das Amt des Generalvikars von Speyer.
An seinem neuen Wohnsitz in Ehrenbreitstein bildete sein Haus längere Zeit den Sammelplatz der bekanntesten Namen der deutschsprachigen Literatur, unter anderem Johann Wolfgang von Goethe, Christoph Martin Wieland und die beiden Brüder Johann Georg und Friedrich Heinrich Jacobi sowie Wilhelm Heinse, Johann Caspar Lavater und Johann Heinrich Merck; Johann Wolfgang von Goethe schilderte das Leben im Haus des späteren Kanzlers Georg Michael Frank von La Roche in seiner Biografie. Er pflegte auch mit Friedrich Heinrich Jacobi eine Freundschaft, so besuchten sie sich von 1771 bis 1775 jedes Jahr.
Im Oktober 1775 wurde Georg Michael Frank von La Roche Geheimer Staatsrat sowie Regierungskanzler und leitete mit den Ministern von Franz Eustach von Hornstein und Baron Christoph Philipp Willibald von Hohenfeld (1743–1822) das kurtrierische Geheime Kabinett. Er war auch der Hauptvertreter der Aufklärung in Trier und achtete darauf, dass diese in den Schulen verbreitet wurde.
1779 wurde Georg Michael Frank von La Roche zum Direktor des Hofkriegsrats ernannt und er erhielt die einträgliche Stelle eine Zollschreibers in Boppard, die er bis zu seinem Tod beibehielt.

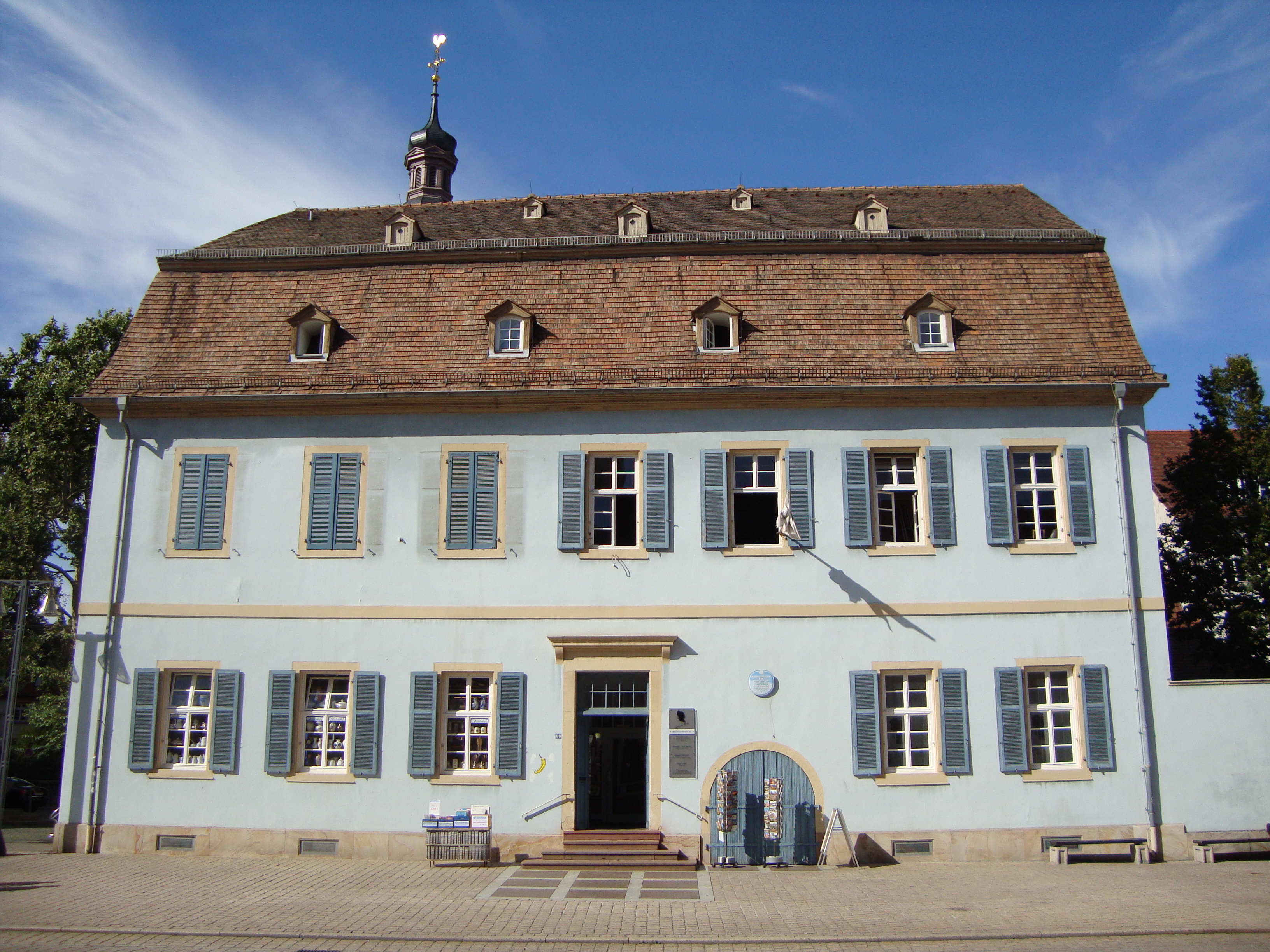
Wohnhaus in Speyer

Er publizierte anonym die Schrift Briefe über das Mönchswesen, in der er Kritik am Ordenswesen übte sowie die päpstliche Einflussnahme auf staatliche Politik kritisierte. Er veröffentlichte jedoch nur den ersten Teil der Briefe über das Mönchswesen. Drei weitere Bände, die wesentlich radikaler in ihrer Kritik waren, wurden von dem Juristen und Schriftsteller Johann Casper Riesbeck (1754–1786) verfasst und irrtümlich Georg Michael Frank von La Roche zugeschrieben. Auch der Koblenzer Schlossbau, der wesentlich teurer wurde, als alle Kostenvoranschläge vermuten ließen, und in der Bevölkerung für Unruhe sorgte, lag in seiner Verantwortung. Er fiel daraufhin 1780 beim Kurfürsten Clemens Wenzeslaus von Sachsen in Ungnade, dazu wurde auch gegen ihn durch den Geheimrat Ludwig Josef Beck († 1816) intrigiert, der einen orthodoxen Katholizismus vertrat und der versuchte, die orthodoxen Kreise am kurfürstlichen Hof zu stärken und abweichende, aufgeklärte Meinungen zu verdrängen. Daraufhin wurde Georg Michael Frank von La Roche im September 1780 entlassen. Er verließ mit seiner Familie Koblenz und zog nach Speyer in das Haus des Barons Christoph Philipp Willibald von Hohenfeld; 1786 siedelten sie nach Offenbach um. Dort verkehrten sie freundschaftlich unter anderem mit dem Komponisten Johann Anton André. Sein Nachfolger als Kanzler wurde Ferdinand von Duminique (1742–1803).

## Mitgliedschaften
Unter dem Ordensnamen Newton war Georg Michael Frank von La Roche Mitglied der Illuminaten.

## Ehrungen und Auszeichnungen
- Am 31. August 1775 wurde Georg Michael Frank La Roche als Frank von La Roche von Kaiser Joseph II. in den Reichsadel erhoben.[16]
- Der La-Roche-Weg in Tauberbischofsheim wurde nach Georg Michael Frank von La Roche benannt.

## Schriften (Auswahl)
- Briefe über das Mönchswesen von einem catholischen Pfarrer an einen Freund.
  - Band 1. Frankfurt 1780.
  - Johann Kaspar Riesbeck: Band 2. Zürich 1780.
  - Johann Kaspar Riesbeck: Band 3. Zürich 1780.
  - Johann Kaspar Riesbeck: Band 4. Zürich 1781.
- Neue Briefe für und wider das Mönchswesen: mit unparteyischer Feder entworfen. 1782.
- Briefe eines reisenden Franzosen über Deutschland an seinen Bruder zu Paris. 1784.